# Утрера
Утрера (ісп. Utrera) — муніципалітет в Іспанії, у складі автономної спільноти Андалусія, у провінції Севілья. Населення — 51 177 осіб (2010).
Муніципалітет розташований на відстані близько 400 км на південний захід від Мадрида, 29 км на південний схід від Севільї.
На території муніципалітету розташовані такі населені пункти: (дані про населення за 2010 рік)
- Гуадалема-де-лос-Кінтеро: 537 осіб
- Ель-Пальмар-де-Троя: 2449 осіб
- Пінсон: 423 особи
- Ель-Торбіскаль: 17 осіб
- Трахано: 922 особи
- Утрера: 46829 осіб

## Демографія
Динаміка населення (INE ):

## Уродженці
- Ісраель Баскон (*1987) — іспанський футболіст, півзахисник.

## Галерея зображень

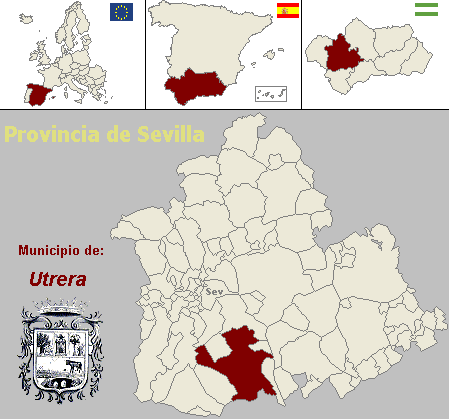
Розташування муніципалітету Утрера у провінції Севілья
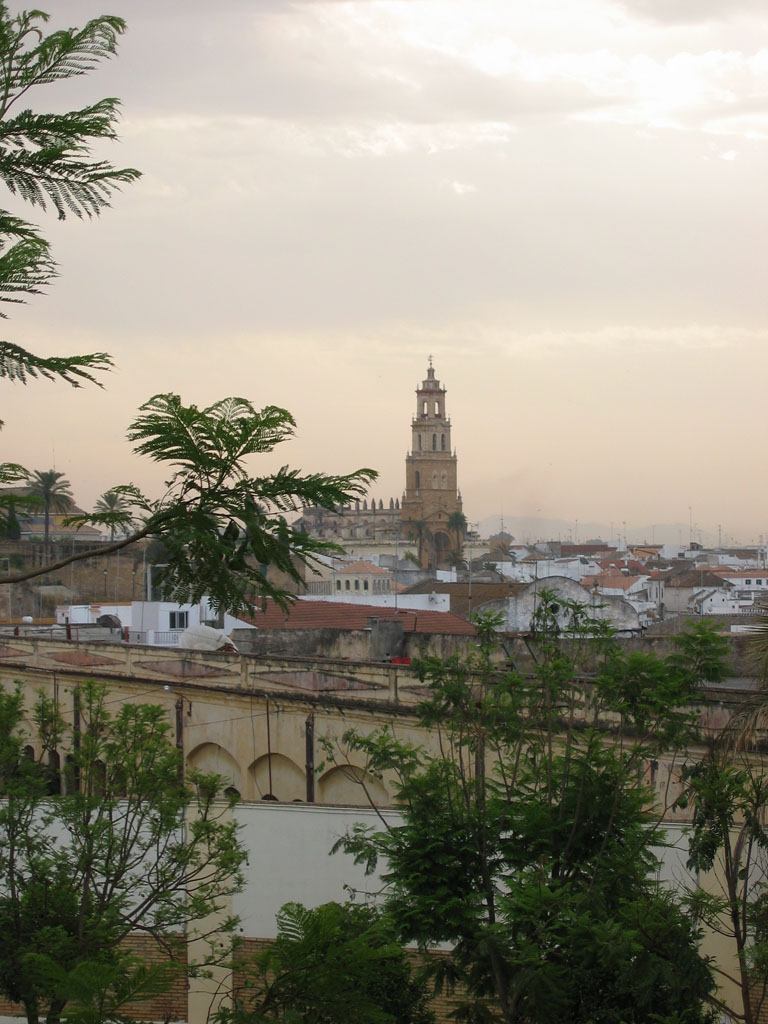
Утрера
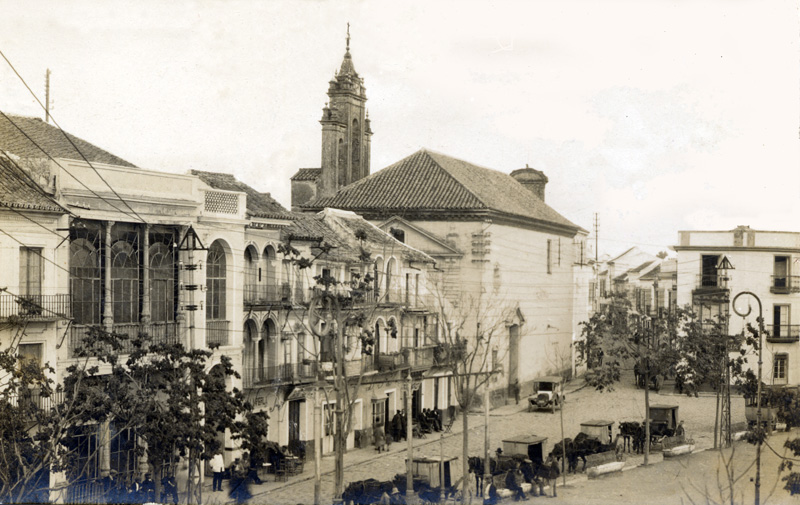
Пласа-дель-Альтосано, початок XX століття
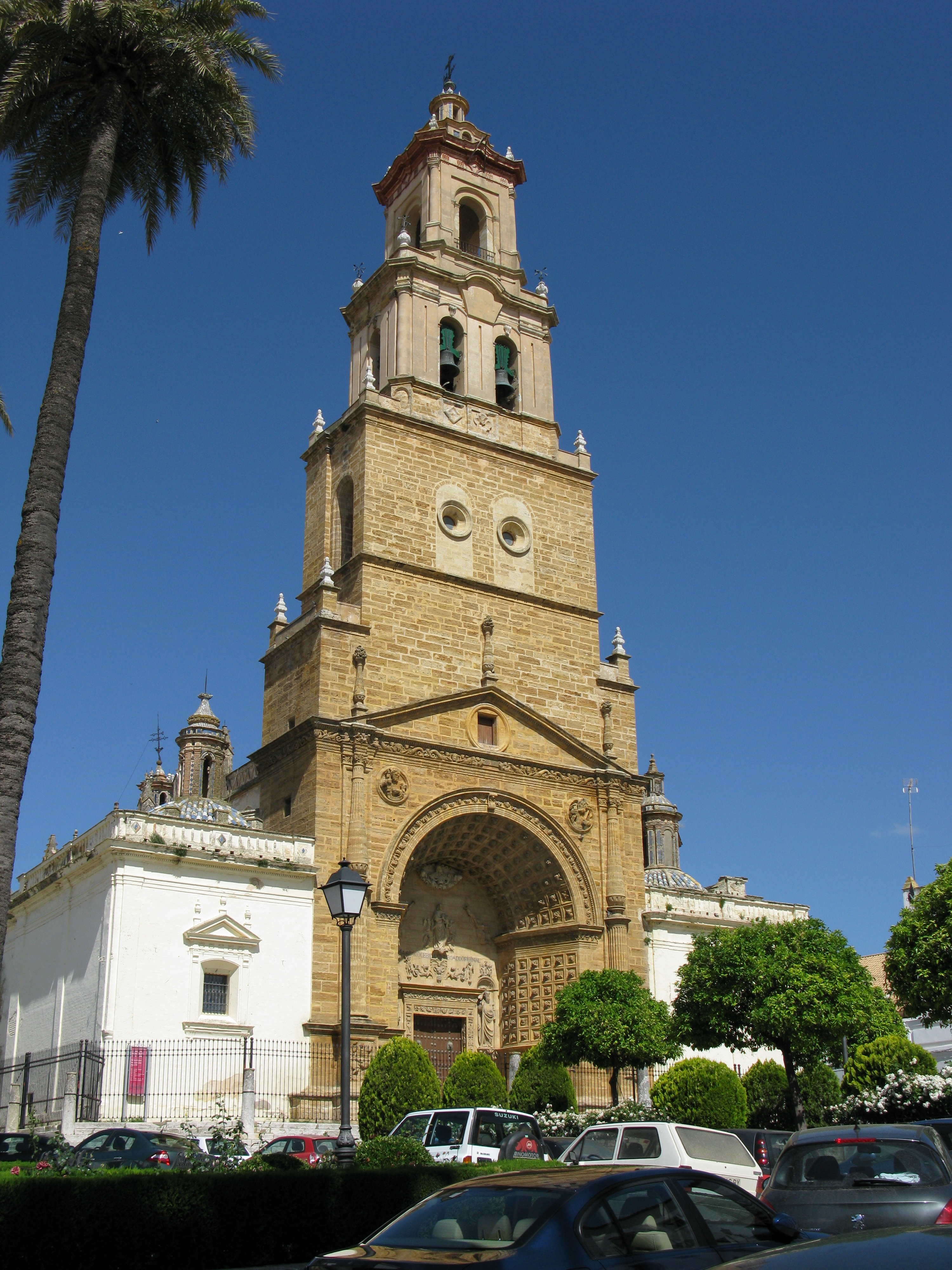
Церква Санта-Марія-де-ла-Меса
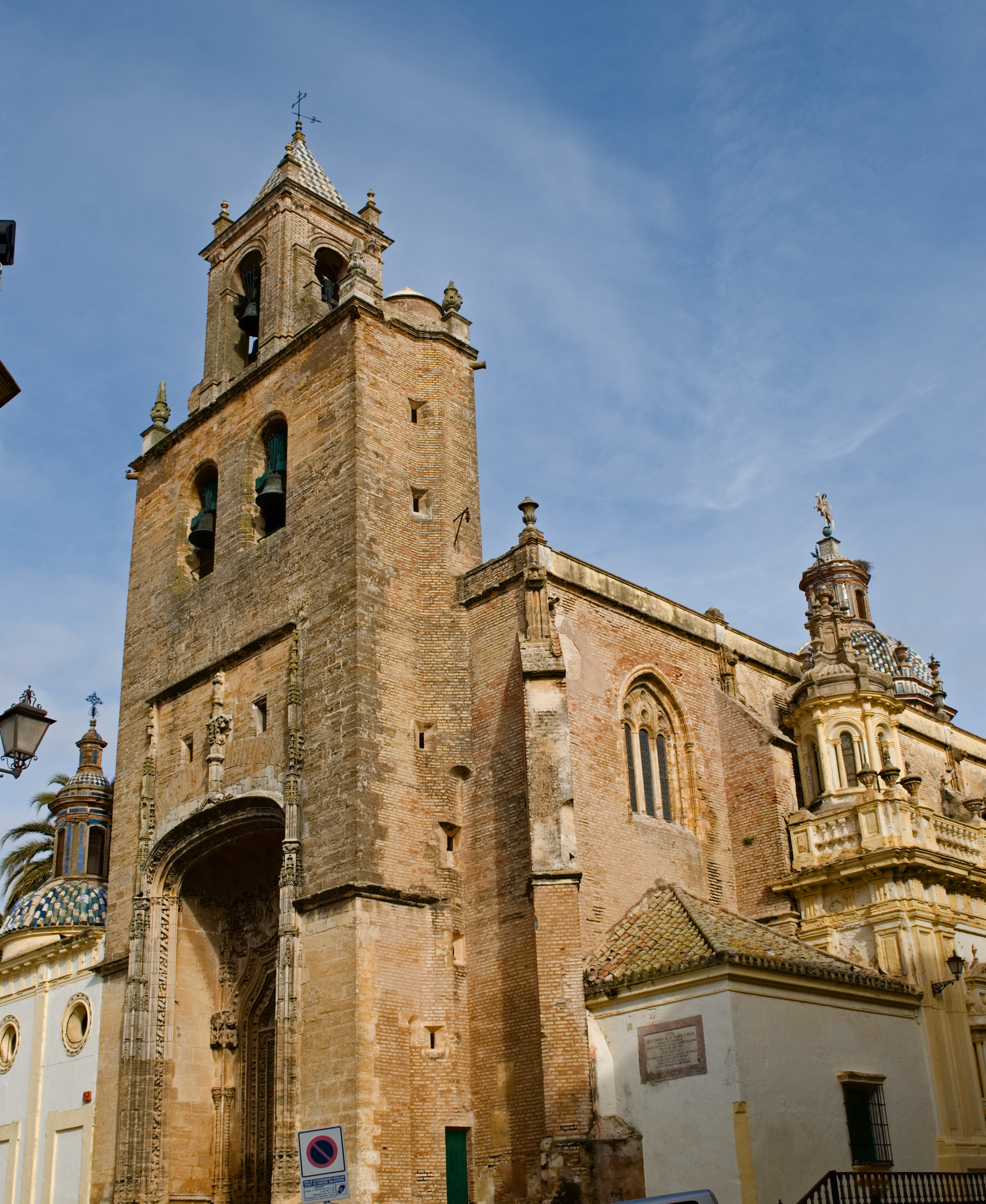
Церква Сантьяго-ель-Майор, Утрера
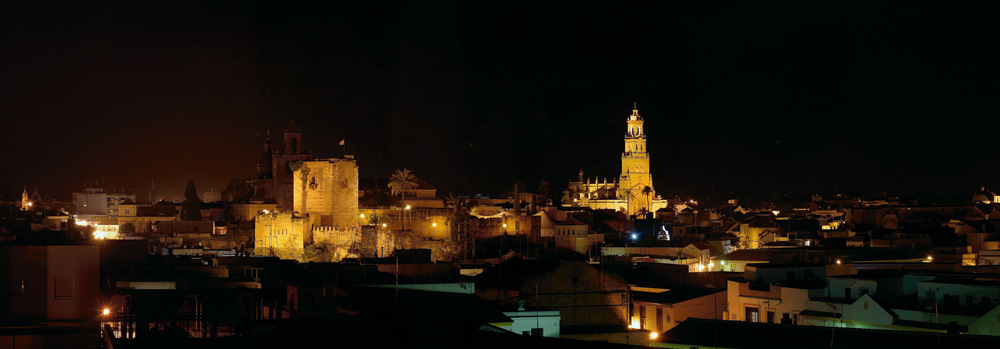
Утрера вночі, вид з площі Іспанії